# Цихісубані (Душетський муніципалітет)
Цихісубані (груз. ციხისუბანი) — село в Грузії.
За даними перепису населення 2014 року в селі проживає 44 особи.